# Chauffage infrarouge
 (janvier 2023).
 (janvier 2023).
L'article doit être relu — et modifié si nécessaire — par des contributeurs indépendants pour apporter un regard critique aux contributions effectuées en violation des conditions d'utilisation de Wikipédia, tant sur la forme (notamment concernant le style encyclopédique, la proportionnalité) que sur le fond (la neutralité de point de vue, la qualité et l'indépendance des sources).
 (octobre 2010).
Si vous disposez d'ouvrages ou d'articles de référence ou si vous connaissez des sites web de qualité traitant du thème abordé ici, merci de compléter l'article en donnant les références utiles à sa vérifiabilité et en les liant à la section « Notes et références ».
Le chauffage infrarouge est un système de chauffage qui envoie des rayons infrarouges courts, moyens et longs.
a) l'infrarouge proche A de 0,7 à 1,4 μm, il s’agit alors des radiateurs de terrasses ou les lampes infrarouges au spectre complet qui comprennent de l’infrarouge rouge, toutefois, il n’est pas autorisé de n’avoir que de l’infrarouge court dans une cabine, cela pourrait être dangereux pour le corps qui ne ressent pas l’infrarouge, qui pénètre dans la peau. Les normes sont très strictes: 23 % d’infrarouge court est autorisé, 18% d’infrarouge court est recommandé et très apprécié pour ses bienfaits de détente et d’aide aux douleurs.
b) l'infrarouge moyen de 1,4 μm à 3 μm, L’infrarouge B
c) l'infrarouge lointain, de 3 μm jusqu'à 1000µm soit 1mm, ou infrarouge C. Ceux-ci ont une action chauffante et sans danger sur l'homme comme sur les matières. Différents systèmes de chauffage existent aujourd'hui. Il existe des radiateurs infrarouges qui sont des appareils destinés à transformer la plus grande partie possible de l’énergie qui leur est fournie (courant électrique, gaz) en chaleur et à la diffuser par l’intermédiaire d’une surface radiante en verre, verre traité sous forme de miroirs comme les radiateurs en céramique, ou en époxy.
Les rayons infrarouges longs utilisés pour le chauffage infrarouge ne doivent pas être confondus avec les rayons infrarouges utilisés par des émetteurs infrarouges et des systèmes de localisation astronomique ou militaire.

## Le radiateur infrarouge, un miroir ....

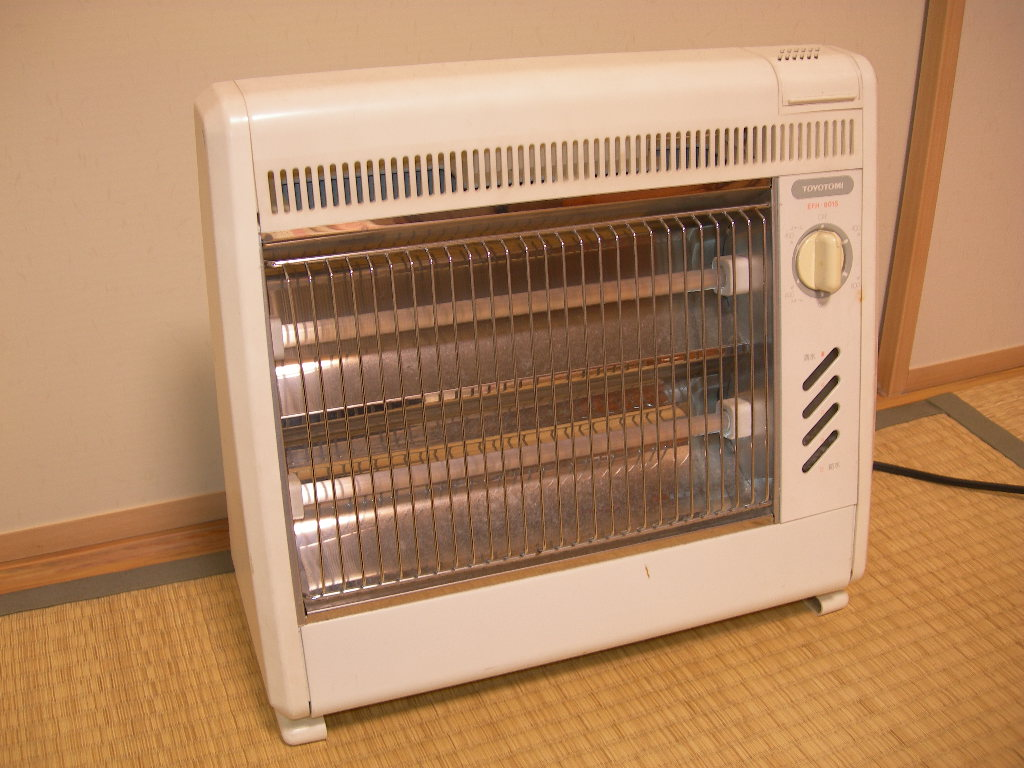
Radiateur infrarouge court

### Le radiateur infrarouge
Avec un radiateur infrarouge, le but est de transférer le rayonnement, sans intermédiaire, dans une certaine plage de longueurs d’onde, à l’objet qui doit être chauffé, moyennant le moins de déperdition de chaleur possible.
C’est la conception technique du radiateur infrarouge qui permet le rayonnement dans une certaine plage de longueurs d’onde (domaine spectral), notamment dans la plage de 2 à 10 µm. Il s’agit là du rayonnement maximum, sachant que les radiateurs infrarouges peuvent émettre en deçà de ce rayonnement thermique maximum.
En effet, il y a plusieurs types de radiateurs infrarouges. Celui qui est de plus en plus courant et en particulier dans les pays germanophones est le radiateur par rayonnement infrarouge lointain. C’est la partie « longue » du spectre infrarouge qui est émise (infrarouge lointain de 3 μm à 1 000 μm) et qui a une portée beaucoup plus importante que celle des lampes « rouges ». On peut les comparer aux rayons infrarouges naturels du Soleil.
Par conséquent, ce chauffage qui ne travaille pas par convection, mais par rayonnement, a plusieurs avantages et c'est l'air qui fait la différence. Le chauffage infrarouge ne réchauffe pas l'air, mais les matières solides. Les murs intérieurs et le mobilier stockent la chaleur, et la rediffusent ensuite longtemps. Un chauffage rayonnant infrarouge lointain ne produit pas de circulation d'air et évite ainsi les mouvements de poussière.

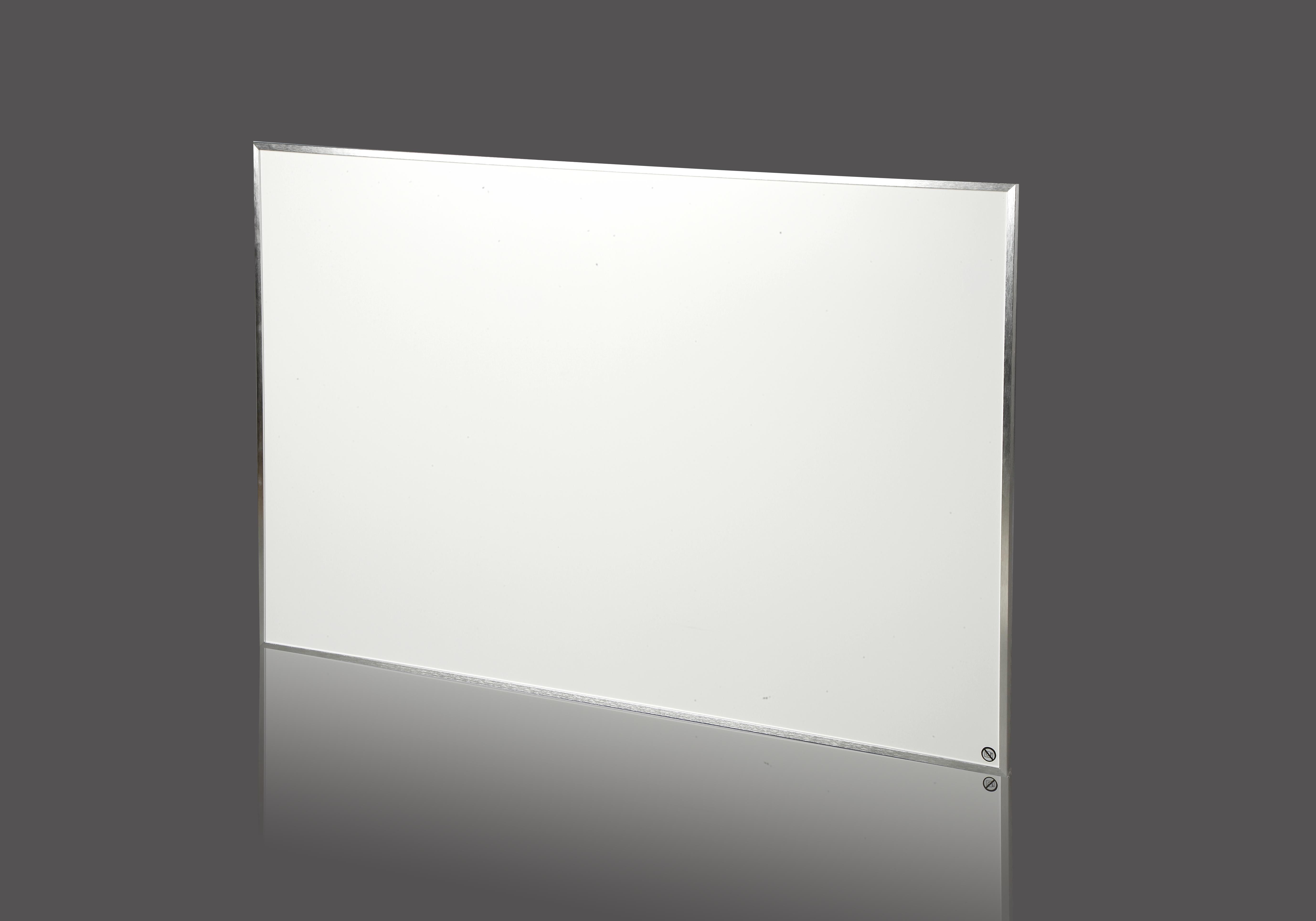
Radiateur infrarouge lointain

Un radiateur à rayonnement infrarouge moderne est souvent plat avec une épaisseur d'environ 25 mm et s’intègre discrètement dans tous les environnements. Un poids moyen d'environ 4 à 5 kg facilite le montage et le transport.
Le cœur du radiateur est une toile spéciale en fibre de carbone, recouvert de deux plaques en aluminium qui produit des rayons infrarouges « longs » ou infrarouge lointain. Une puissance de seulement 600 W suffit pour chauffer confortablement une pièce jusqu’à 12 m2. 
Grâce à son faible poids et sa faible épaisseur, le montage au plafond des panneaux de chauffage infrarouge est possible. Ceci améliore la distribution de la chaleur et augmente l'efficacité du système. Il est en verre, miroir ou époxy 

### Le chauffage infrarouge en verre, céramique posé au plafond ou au mur
Les avantages des radiateurs infrarouges longs
•Un rayonnement très large, car l'angle de rayonnement et l'effusivité sont plus importants du fait de la pose plafond par exemple, le rayonnement n'est pas perturbé par une porte, un canapé, les murs sont libres. 
•Phase de mise en chauffe très rapide
•Installation plus aisée à clipser, à accrocher, ou à suspendre, plus simple qu'une pompe à chaleur et nécessite pas d'entretien. 

•Radiateur esthétique et peu encombrant qui peut servir par exemple de miroirs pour élargir une pièce, ou pour une salle de bains, vous avez un grand avantage, vous sortez de la douche et votre miroir du fait qu'il est chauffé, n'a pas de buée. 

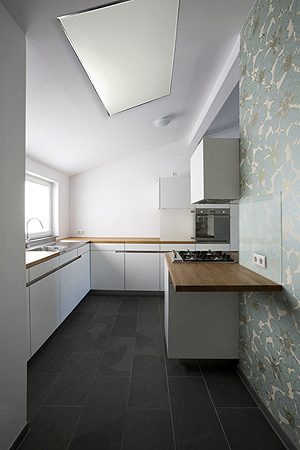
Radiateur infrarouge lointain au plafond

## Effets sur le corps irradié
Les différences de structure atomique des matériaux à chauffer impliquent que ces matériaux disposent chacun de leur propre domaine spectral à l’intérieur duquel l’absorption du rayonnement est optimale. Chaque matériau possède son propre taux d’absorption. Les particules de rayonnement non absorbées par le matériau le traversent ou subissent une réflexion.
L’entrée des radiations infrarouges dans le corps à chauffer est qualifiée d’absorption. En conséquence, le processus d’absorption du corps à chauffer s’accompagne (proportionnellement) de la réflexion et de la transmission[Information douteuse] du rayonnement infrarouge. Une absorption à 100 % est techniquement impossible. L’absorption totale n’existe qu’avec le modèle théorique de l’« émetteur noir » ou « corps noir » Le rayonnement pour un radiateur infrarouge de très bonne qualité est de 85%, le reste étant de la convection.

## La puissance du rayonnement du chauffage infrarouge
En dehors de la taille de la surface, la puissance et l’efficacité du rayonnement d’un chauffage infrarouge dépend de plusieurs facteurs : 
- l'isolation, des pertes thermiques par ventilation, ce n'est pas l'air qui est chauffé mais bien les corps solides, murs meubles, personnes.

- la longueur d’onde ;
- la température du rayonnement qui ne peut être mesuré que par la sonde noire. Une boule noire se rapprochant du corps noir.
- du placement du radiateur
- de l'émissivité des matériaux
- la conductivité thermique du revêtement du système de chauffage infrarouge époxy, verre, verre traité miroirs, céramique, époxy.

Pour un radiateur rayonnant du type infrarouge lointain, aussi appelées IR-C, ou infrarouge long. Contrairement aux ondes du type « court » appelées IR-A, leur portée atteint plusieurs mètres et est adaptée aux besoins d’un chauffage. La longueur d’onde de l’infrarouge lointain se situe entre 3,0 µm et 100 µm. Dans cette plage, relativement vaste, un radiateur infrarouge est particulièrement efficace en émettant des ondes d’une fréquence entre 7 µm et 13 µm. La raison : dans l’air ambiant se trouvent des éléments comme le H2O, CO2, N2O, qui absorbent le rayonnement infrarouge partiellement. Dans la plage entre 7 et 13 µm, les effets de ces éléments, et en particulier ceux de l’eau, sont très peu présent, ce qui permet un rayonnement quasiment sans obstacle. Cette fréquence correspond alors à une « fenêtre d’ouverture ».
Le deuxième paramètre qui détermine la puissance du rayonnement est la température de surface. Pour la déterminer, on fait appel à la thermographie. Par la suite, on utilise le terme « luminance » pour décrire la puissance du rayonnement. Le graphe suivant montre la luminance en fonction de deux courbes de température différentes. On constate pour une longueur d’onde de 8 µm une luminance d’environ 17 à 60 °C et d’environ 27,5 à 90 °C, donc une luminance près de 60 % supérieure à 90 °C.

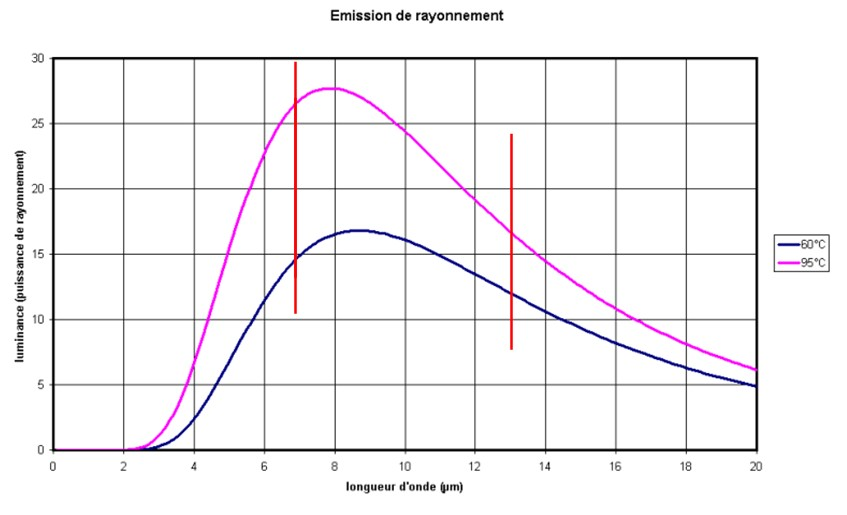
Puissance du rayonnement infrarouge

Le graphe ci-contre est la déduction de l’image thermographique d’un radiateur infrarouge d’une puissance de 350 W de dimensions 60 × 60 cm (voir l'image en dessous).

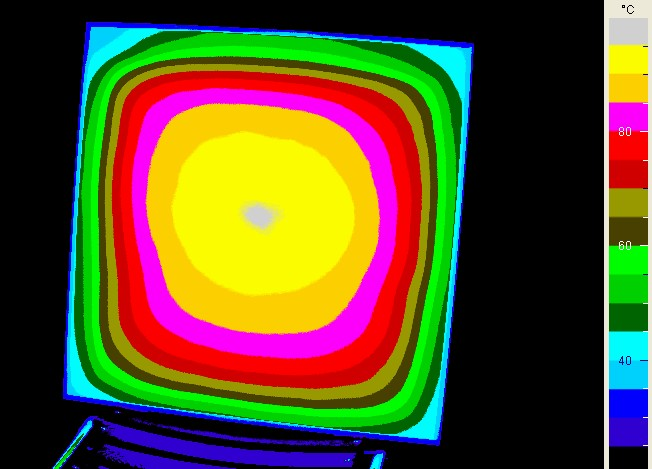
Image thermographique d'un radiateur infrarouge de 350 W

## Le radiateur infrarouge en céramique ou verre ou sous la forme de miroir.
Le radiateur infrarouge en céramique ou verre ou époxy travaille toujours à partir de la même technique, il est constitué d’une résistance électrique chauffante insérée totalement dans un matériau approprié. Grâce à l’insertion totale, l’énergie produite par la résistance est transférée au matériau qui l’entoure. Ceci protège la résistance de la surchauffe et permet de prolonger sa durée de vie. Le matériau utilisé pour l’enrobage de la résistance est non-conductible électriquement, mais doit disposer de bonnes propriétés d’absorption et d’émission dans la plage de longueurs d’onde infrarouges requise. Moyennant le respect de ces conditions, les radiateurs infrarouges longs sont fabriqués dans une large gamme de formes géométriques. 
Les radiateurs infrarouges en céramique sont en conséquence des corps en céramique dans lesquels, grâce à l’enroulement chauffant, une partie de la surface est utilisée comme surface de rayonnement. Avec les radiateurs infrarouges, il est par ailleurs possible de réguler le chauffage un thermostat à proximité immédiate de la résistante chauffante, thermostat connecté, ou filaire, ou radio. 